# Ilhan Omar

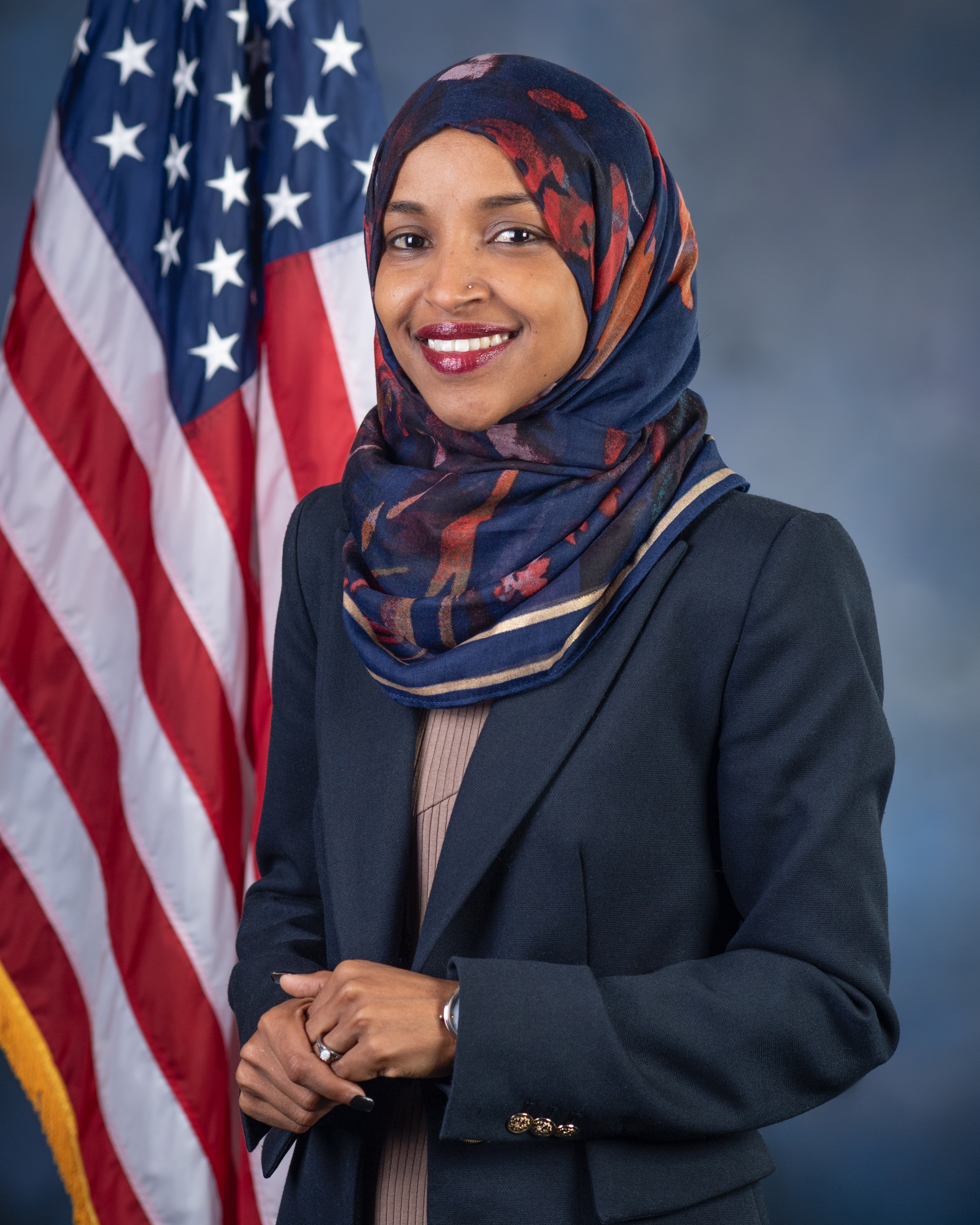
Ilhan Omar (2018)

Ilhan Abdullahi Omar (* 4. Oktober 1982 in Mogadischu, Somalia) ist eine US-amerikanische Aktivistin und Politikerin der Demokratischen Partei. Seit Januar 2019 vertritt sie den fünften Distrikt des Bundesstaats Minnesota im Repräsentantenhaus der Vereinigten Staaten.

## Familie, Ausbildung und Beruf
Omar wurde in Somalia als jüngstes von acht Kindern geboren. Mit ihr als Achtjährige floh ihre Familie vor dem Somalischen Bürgerkrieg und lebte zunächst im ostafrikanischen Kenia in einem Flüchtlingscamp. 1995 wanderte sie in die USA ein und erhielt im Alter von 17 Jahren die US-amerikanische Staatsbürgerschaft. Sie besuchte die Edison High School in Minneapolis und absolvierte 2011 ein Studium (Political Science and International Studies) an der North Dakota State University. Seit 2015 war sie Direktorin für Policy & Initiatives des Women Organizing Women Network.
Sie ist seit März 2020 zum dritten Mal verheiratet und hat drei Kinder aus früherer Ehe. Ihre Tochter Isra Hirsi ist eine der drei Hauptorganisatorinnen von Fridays-for-Future-Demonstrationen in den Vereinigten Staaten.
Omars Vater starb im Juni 2020 an COVID-19.

## Politische Laufbahn
Im November 2016 wurde Omar für die Minnesota Democratic-Farmer-Labor Party in das Repräsentantenhaus von Minnesota gewählt.
Im September 2017 bildete das Time Magazine Omar auf der Titelseite ab und listete sie unter „Firsts: Women who are changing the world“ als eine von 46 Frauen, die in ihrer jeweiligen Disziplin Grenzen überwunden haben.
Omar war bei der Wahl zum Repräsentantenhaus der Vereinigten Staaten 2018 Kandidatin ihrer Partei für den 5. Kongresswahlbezirk von Minnesota. Seit ihrem Wahlsieg ist sie die erste US-Amerikanerin aus Somalia und die erste Muslima (zusammen mit Rashida Tlaib), die in den Kongress gewählt wurde. Tlaib und Omar leisteten den Amtseid auf den Koran. Um ihr im Repräsentantenhaus das Tragen eines Kopftuchs zu ermöglichen, hatten die Demokraten im November 2018 mit Erfolg den Antrag gestellt, das dort geltende Verbot religiöser Kopfbedeckungen aufzuheben.
Seit der Wahl tritt sie mit ihren befreundeten Kolleginnen Alexandria Ocasio-Cortez, Ayanna Pressley und Rashida Tlaib in einer Gruppe in Erscheinung, die als The Squad bekannt ist. Omar sprach sich vor den Präsidentschaftsvorwahlen der Demokratischen Partei im Jahr 2020 für Bernie Sanders aus („Endorsement“).
Durch die Wahlen 2020 und 2022 wurde sie im Amt bestätigt. Nachdem sie die Primary (Vorwahl) ihrer Partei am 9. August 2022 gewonnen hatte, besiegte sie am 8. November 2022 Cicely Davis von der Republikanischen Partei.  In der Kongresswahl 2024 zum 119. Kongress wurde Omar in der Vorwahl mit 56,2 % wieder als Kandidatin der Demokraten aufgestellt. Nachdem die Squad-Mitglieder Cori Bush und Jamaal Bowman wegen israelkritischer Haltungen ihre Vorwahlen verloren hatten, galt Ilan Omars Sieg als eine Bestätigung der Squad. In der Hauptwahl im November 2024 schlug sie die Republikanerin Dalia Al-Aqidi mit 75,2 %. Ihre aktuelle Legislaturperiode im Repräsentantenhaus des 119. Kongresses läuft noch bis zum 3. Januar 2027.

### Links-progressive Positionen
Die vier Mitglieder der Squad, so auch Omar, gelten als Teil des weit linken und progressiven Flügels der Demokratischen Partei. Auch wenn sie anders als Ocasio-Cortez und Tlaib nicht Mitglied der Democratic Socialists of America ist, identifiziert sich Omar als demokratische Sozialistin, aber nicht mit dem Begriff Sozialistin, während sie dennoch sozialistische Ideale und kapitalismuskritische Positionen vertritt. Omar unterstützt Pläne zur Abschaffung des Schulgeldes und der durch Studienkredite entstehenden Studentenschulden. Sie unterstützt die Krankenversicherung für alle und einen stündlichen Mindestlohn von 15 Dollar.
Omar setzt sich für diskriminierte Gruppen, für Menschen-, Frauen- und LGBT-Recht ein. Sie unterstützt die Ehe für alle, den Equality Act und Bemühungen für ein Verbot von Konversionstherapien. 2018 wurde sie von der Human Rights Campaign befürwortet, worauf sie in einem Statement bekräftigte: „Ich werde in Washington D.C für LGBTQIA+-Rechte kämpfen.“

### Immigrations- und Auslandspolitik
Omars Immigrationspolitik steht vor allem dafür, dass Immigration und Immigrierende nicht kriminalisiert werden sollten. Sie unterstützt die Abschaffung der United States Immigration and Customs Enforcement, den Schutz von Sanctuary Cities und einen legalen Weg zur Staatsbürgerschaft für sogenannte Dreamer. Trumps Pläne einer Grenzmauer sowie die Trennung von immigrierten Familien verurteilte sie als fremdenfeindlich und rassistisch, aber ebenso kritisierte sie Obamas Politik, Kinder an der Grenze einzusperren und andere Länder mittels Drohnen zu bombardieren.
Im Juni 2019 stimmten die vier Mitglieder des Squad als die einzigen Demokraten gegen eine Border Funding Bill, einen Gesetzesentwurf zur Finanzierung der United States Customs and Border Protection zur gesundheitlichen Versorgung Inhaftierter. Omar begründete, dieser Entwurf gäbe gerade der Organisation Geld, die die Menschenrechtsverletzungen an der Grenze begehe und anleite.
Omar verurteilt die militärische Außenpolitik kritisch und fordert, die Militärausgaben zu reduzieren, für die immer Geld da zu sein scheine. Sie beschreibt ihre Haltung selbst so: „Ich bin aus Prinzip gegen Krieg, weil ich einen Krieg überlebt habe. Ich bin auch gegen Interventionen.“ Daher kritisierte sie auch die Einmischungen und Sanktionierungen in Zentralamerika, konkret besonders in Venezuela während dessen Präsidentschaftskrise 2019, bei der Trump Juan Guaidó als Interimspräsidenten anerkannte. Sie sagte, Trumps Politik in Venezuela ziele auf einen Regimewechsel und trage zu den Unruhen und Verwüstungen im Land bei, und bezeichnete sie als von den Vereinigten Staaten unterstützten Putschversuch. Im April unterstützten Omar und Ocasio-Cortez gemeinsam mit Senator Rand Paul in einem Brief Trumps Ankündigung, US-amerikanische Truppen aus Syrien abzuziehen.
Außerdem sprach sie sich wegen Menschenrechtsverletzungen auch deutlich aus gegen Saudi-Arabien, China und das Assad-Regime in Syrien.
Im März 2019 veröffentlichte Omar einen Kommentar in der Washington Post, in dem sie ihre Außenpolitik darlegte und als Grundsatz betonte, dass die Vereinigten Staaten ihre universellen Werte wie Freiheit, Frieden und Menschenrechte sowohl auf ihre Freunde wie ihre Feinde anwenden müsse. Damit erklärte sie auch ihre Haltung im Israelisch-Palästinensischen Konflikt, bei dem sie eine Zweistaatenlösung unterstützt.
Am 29. Oktober stimmte Omar nicht für eine Erklärung des Repräsentantenhauses, die den Völkermord an den Armeniern als solchen anerkennt, sondern enthielt sich der Stimme, wofür sie unter anderem von armenischen Interessenvertretern scharf kritisiert wurde. Sie begründete dies damit, dass die Abstimmung nicht zu politischen Zwecken benutzt werden sollte, sondern außerhalb der Politik auf dem akademischen Konsens basieren sollte. Zudem solle eine wahre Anerkennung von Genoziden auch solche, die von den Vereinigten Staaten begangen wurden, wie den Völkermord an den amerikanischen Ureinwohnern enthalten, was als Whataboutism kritisiert wird.
Später stellte sie auf Twitter klar, dass sie den Genozid anerkenne, und teilte diese Position auch dem Historiker David M. Perry mit. Weiter erklärte sie, man solle Rechenschaft für Menschenrechtsverletzungen konsistent fordern, nicht bloß wenn es den politischen Zielen gelegen kommt.
Während des Russischen Überfalls auf die Ukraine 2022 sprach sich Omar gegen die Lieferung von Waffen an die Ukraine aus.

### Antisemitismusvorwürfe
Omar wurde Antisemitismus vorgeworfen. Sie hatte Israel mehrfach als „Apartheid-Staat“ bezeichnet und außerdem behauptet, es habe „die Welt hypnotisiert“. Letztere Äußerung nahm sie Jahre später wieder zurück. Im August 2018 sprach sie sich gegen die Bewegung Boycott, Divestment and Sanctions aus und befürwortete die Zwei-Staaten-Lösung, bekannte sich aber nach ihrer erfolgreichen Wahl im November als Unterstützerin der BDS-Kampagne. Sie zweifle jedoch daran, dass die Bewegung dazu beitragen könne, eine tragfähige Lösung für den Nahostkonflikt zu erreichen.
Im Februar 2019 machte Omar auf Twitter zwei Anmerkungen, die als Vorwurf gegenüber Kevin McCarthy (R) und anderen Kongressabgeordneten interpretiert wurden, sie würden von Lobby-Organisationen wie dem American Israel Public Affairs Committee (AIPAC) bezahlt. McCarthy hatte sie vorher mit dem republikanischen Kongress-Abgeordneten Steve King (R) verglichen, der sich als Nationalist bezeichnet und für extreme, konservative politische Positionen bekannt ist. Nancy Pelosi (D) verurteilte Omars Äußerungen in einer Erklärung, die von führenden Demokraten wie Steny Hoyer, Jim Clyburn, Ben Ray Luján, Hakeem Jeffries und Katherine Clark mitgetragen wurde, und bat sie zu einer Unterredung. Donald Trump forderte daraufhin den Ausschluss Omars aus dem Ausschuss für internationale Beziehungen und ihren Rücktritt als Abgeordnete.
Omar erklärte ihrerseits, dass es niemals ihre Absicht gewesen sei, die amerikanischen Juden in ihrer Gesamtheit zu beleidigen, und bat „ausdrücklich um Entschuldigung“. Auf Twitter schrieb sie, Antisemitismus sei real. Sie betonte jedoch den politischen Einfluss von Lobby-Organisationen und verglich AIPAC mit der National Rifle Association und der Erdöl-, Gas- und Kohleindustrie. Bei den Wahlen des Jahres 2018 hatten pro-israelische Lobbyorganisationen (darunter AIPAC) und Spender (wie Sheldon Adelson) mehr als 22 Millionen US-Dollar für Lobbytätigkeit und Wahlspenden ausgegeben. Führende Vertreter der Demokratischen Partei, die Omar kritisierten und eine Entschuldigung verlangen, hatten große Summen von pro-israelischen Lobbyorganisationen erhalten, darunter Pelosi 514.000 US-Dollar im Laufe ihrer bisherigen Karriere und Hoyer 1,02 Millionen US-Dollar.
Am 15. August 2019 wurden sie und Tlaib vom israelischen Ministerpräsidenten Benjamin Netanjahu von einem amerikanischen Delegationsbesuch ausgeschlossen; sie durften nicht nach Israel einreisen, was von ihr auf einen Tweet Donald Trumps vom selben Tag zurückgeführt wurde. Die von Omar kritisierte Organisation AIPAC kommentierte das Einreiseverbot allerdings kritisch.
Im Juni 2021 schrieb Omar, man müsse für „alle Opfer von Verbrechen gegen die Menschlichkeit“ dasselbe Maß anlegen, was Verantwortung und Gerechtigkeit betreffe. Man habe „unvorstellbare Grausamkeiten gesehen“, begangen „von den USA, der Hamas, Israel, Afghanistan und den Taliban“. Sie bezog sich dabei auf eine Unterredung mit dem US-Außenminister Antony Blinken. Die Hamas begrüßte Omars Versuch, das palästinensische Volk zu verteidigen, kritisierte jedoch scharf die Gleichstellung von „palästinensischem Widerstand“ mit „Verbrechen Israels und der US-Invasion in Afghanistan“. Auf Kritik von jüdischen Abgeordneten ihrer Demokratischen Partei antwortete Omar, im Gespräch mit Blinken zu laufenden Ermittlungen des Internationalen Strafgerichtshofs, in dem es um Verantwortlichkeit für spezielle Vorfälle im Rahmen dieser Ermittlungen gegangen sei, sei „kein moralischer Vergleich“ gezogen worden. Sie habe nicht „terroristische Organisationen mit demokratischen Ländern mit etabliertem Rechtswesen“ gleichgesetzt.

### Ausschüsse
Sie war im 117. Kongress Mitglied in folgenden Ausschüssen des Repräsentantenhauses:
- Committee on Education and Labor
  - Higher Education and Workforce Investment
  - Workforce Protections
- Committee on Foreign Affairs
  - Africa, Global Health, and Global Human Rights
  - International Development, International Organizations, and Global Corporate Social Impact

Im 118. Kongress blieb sie Mitglied im Committee on Education and Labor, wurde aber am 2. Februar 2023 von der republikanischen Mehrheit im Repräsentantenhaus unter Speaker McCarthy aus dem Committee on Foreign Affairs entfernt.

## Bedrohungen und Belästigungen

### Angriffe durch Donald Trump
Am 12. April 2019 postete Trump auf Twitter einen Videoausschnitt, der ohne Kontext Omars Aussage, „Some people did something“, die sie im März in Zusammenhang mit Rassismus nach 9/11 getätigt hatte, zeigte. Das erweckte den Eindruck, Omar verharmlose die Terroranschläge des 11. Septembers 2001. Die Sprecherin des Repräsentantenhauses Nancy Pelosi bat die Polizei, den Schutz für Omar zu erhöhen.
Im Juli beleidigte Donald Trump die vier weiblichen nicht-weißen Mitglieder des Squad, ohne sie mit Namen zu nennen. Sie alle hatten seine Politik als „rassistisch“ kritisiert. Trump teilte per Kurznachrichtendienst mit, sie sollten „in ihre Länder mit korrupten Regierungen zurückgehen“ und helfen, diese aufzubauen. Beobachter gehen davon aus, dass insbesondere Omar gemeint war, die mit 17 Jahren US-Staatsbürgerin wurde; die anderen wurden alle in den USA geboren. Omar antwortete, dass Trump damit weißen Nationalismus anfache. Das Repräsentantenhaus verurteilte Trumps Aussage offiziell als rassistisch.
In der Folge äußerte Trump mehrere falsche Behauptungen gegen Omar, die sie als antiamerikanisch und pro-islamistisch darstellen sollten. So verbreitete er, dass sie mit ihrem Bruder verheiratet gewesen sei, dass sie gegen US-amerikanische Soldaten gelästert, al-Qaida gepriesen und für ISIS Mitgefühl gezeigt habe. Aussagen bei einer Rally am 17. Juli führten unter seinen Anhängern zu „Send her back“-Gesängen.
Im September postete Trump die Behauptung, Omar habe an einer Gedenkveranstaltung zu 9/11 gefeiert und getanzt. Laut Omar hat er damit ihr Leben in Gefahr gebracht.

### Todesdrohungen
Im Februar 2019 verhaftete das FBI den Lieutenant der US-Küstenwache Christopher Paul Hasson, der Attentate auf Medienvertreter und Politiker geplant haben soll, darunter auch Omar. Im März ermittelte das FBI wegen einer Graffiti-Drohung in den Worten „Assassinate Ilhan Omar“, die in Rogers, Minnesota, auf einer Toilettentür einer Tankstelle gesprayt worden war. Ende August veröffentlichte Omar eine anonyme Todesdrohung gegen sie und sagte, deswegen werde sie von Sicherheitskräften beschützt. Twitter sperrte am 28. November 2019 den Account der Republikanerin Danielle Stella, die für das folgende Jahr gegen Omar antreten sollte, nachdem sie geschrieben hatte, dass Omar wegen Verrats vor Gericht gestellt und gehängt werden solle, falls man ihr die Weitergabe von Geheiminformationen an den Iran nachweisen könne.
Im April 2019 wurde Patrick Carlineo Jr., nach eigener Aussage ein Trump-Anhänger, verhaftet, nachdem er in einem Anruf an ihr Büro Omar bedroht hatte. Am 19. November 2019 plädierte Carlineo auf schuldig, gedroht zu haben, Omar umzubringen, und gestand auch illegalen Waffenbesitz. Omar schrieb einen Brief an den zuständigen Richter und bat ihn um Mitgefühl anstelle von Vergeltung sowie um Restorative Justice anstelle einer strafenden Herangehensweise. Eine lange Haftstrafe würde Carlineo möglicherweise nicht rehabilitieren, sondern seinen Hass und seine Verbitterung verstärken. Carlineo erhielt im März 2020 eine Haftstrafe von einem Jahr.

## Medien
Omar ist in dem Musikvideo zu Girls Like You der Band Maroon 5 zu sehen. 2018 erschien die Dokumentation Time for Ilhan und wurde auf dem Tribeca Film Festival gezeigt. Der Film wurde 2019 mit einem Creative Arts Daytime Emmy ausgezeichnet.